# 哈瑟爾河 (奧爾布河支流)
50°13′40.10″N 9°20′55.07″E / 50.2278056°N 9.3486306°E

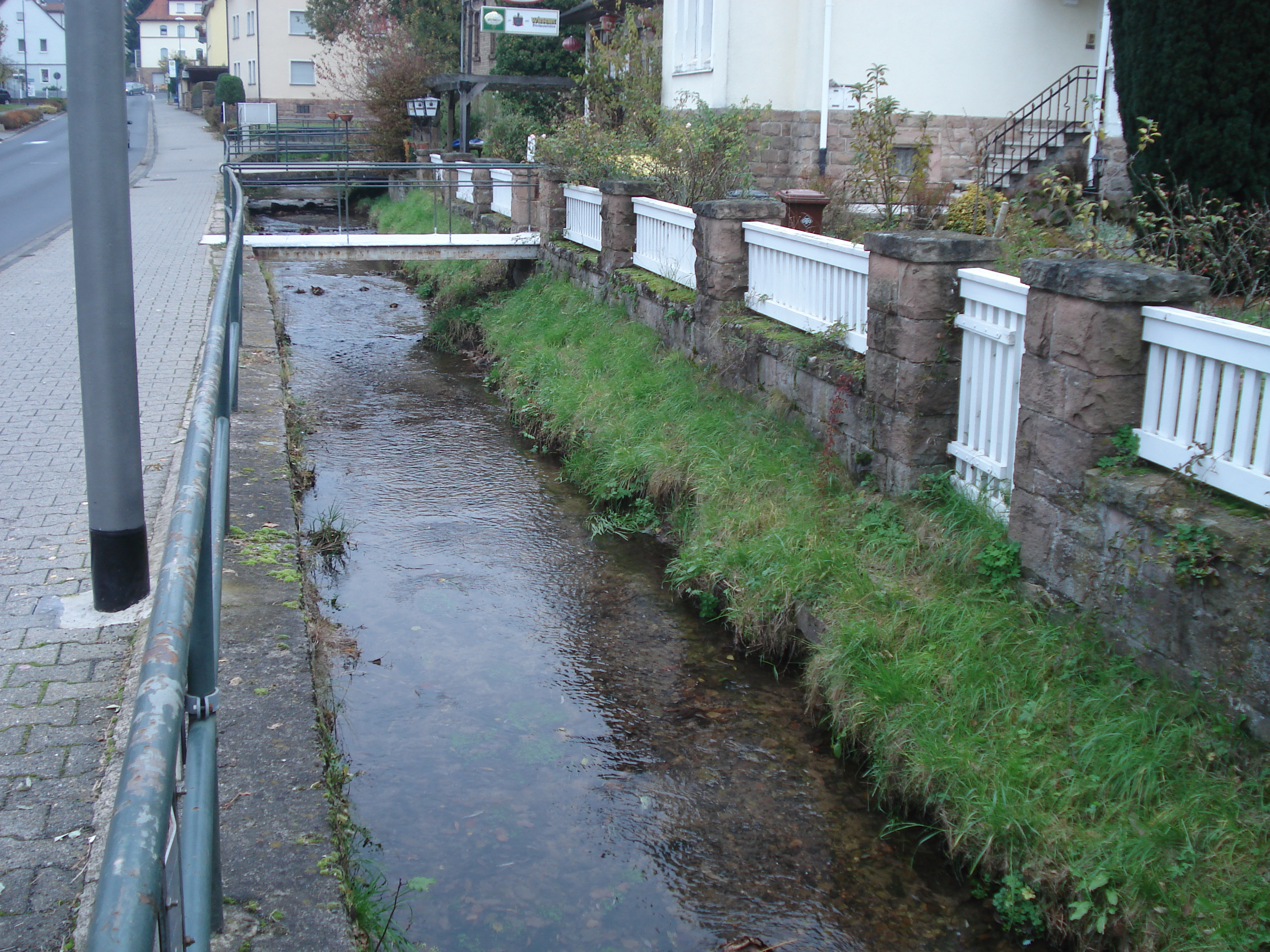

哈瑟爾河（德語：Hasel），是德國的河流，位於該國中部，由黑森州負責管轄，屬於奧爾布河的右支流，河道全長4.9公里，流域面積14平方公里，河口處在巴特奧爾布。